# Divisões Perigosas: Políticas Raciais no Brasil Contemporâneo
Divisões Perigosas: Políticas Raciais no Brasil Contemporâneo é um livro organizado pelos antropólogos Peter Fry, Yvonne Maggie, Marcos Chor Maio, Simone Monteiro e Ricardo Ventura Santos que reúne artigos contrários à promoção de políticas públicas baseadas em critérios raciais. Quando foi escrito o livro, tramitavam no congresso o Projeto de Lei das Cotas Raciais (PL 73/99) e o Estatuto da Igualdade Racial (PL 3.198/2000).
Segundo os organizadores, o livro defende que "para debelar a discriminação racial é necessário extinguir a crença herdada do século XIX de que a aparência das pessoas revela qualidades ou defeitos morais e intelectuais. Para tanto, não podemos compactuar com políticas que entronizam o conceito de 'raça' na letra da lei."
"É um dos poucos livros que, no atual cenário de discussões, se coloca criticamente em relação à implementação de políticas de recorte racial no Brasil."

## Conteúdo
Prefácio de Bolívar Lamounier

Preâmbulo de Bila Sorj, José Carlos Miranda e Yvonne Maggie

Apresentação dos Organizadores

Parte 1: Raça, Ciência e História
1. Tortuosos caminhos - César Benjamin

2. Receita para uma humanidade desracializada - Sérgio Pena

3. Ciências, bruxas e raças - Sérgio Pena

4. História da África - Para quê? - Wilson Trajano Filho

5. Histórias mal contadas - José Roberto Pinto de Góes

6. Abolição da abolição - Demétrio Magnoli

7. O diálogo entre Nina Rodrigues e Juliano Moreira: do racismo ao anti-racismo - Ana Teresa A. Venancio

8. Roquette-Pinto e o anti-racismo no Brasil - Dominichi Miranda Sá e Nisia Trindade Lima

9. Racismo à moda americana - Ronaldo Vainfas

10. Da atualidade de Gilberto Freyre - Manolo Florentino

11. O branco da consciência negra - José de Souza Martins

Parte 2: Quem é Negro no Brasil?
1. Das estatísticas de cor ao estatuto da raça - Simon Schwartzman

2. Genocídio racial estatístico - José Murilo de Carvalho

3. Pardos - Demétrio Magnoli

4. O Brasil não é bicolor - Carlos Lessa

5. Aprendizes de feiticeiro - George Zahur

6. Ministério da classificação racial - Demétrio Magnoli

7. Excesso de cor - Isabel Lustosa

Parte 3: Educação
1. Eles deveriam pedir desculpas, de joelhos - Sidney Goldenzon

2. Introduzindo o racismo - Peter Fry

3. Cotas e racismo - Ricardo Ventura Santos e Marcos Chor Maio

4. Cotas nas universidades públicas - José Goldemberg e Eunice Durham

5. As cotas raciais na universidade - Luis Nassif

6. O pomo da discórdia: sobre as cotas raciais e o debate na UERJ - Francisco Carlos Palomanes Martinho

7. Cotas e raciologia contemporânea - Ricardo Ventura Santos

8. Debate sobre cotas no Cebrap - Simon Schwartzman

9. O racismo vira lei - José Roberto Pinto de Góes

Parte 4: Saúde
1. Por uma história da saúde e da doença do escravo no Brasil - Ângela Pôrto

2. Que aumento é esse? - Peter Fry

3. Afrodescendentes - Demétrio Magnoli

4. Sobre cor/raça e Aids no Brasil - Claudia Travassos

5. Duas histórias representativas - Yvonne Maggie

6. O SUS é racista? - Marcos Chor Maio, Simone Monteiro e Paulo Henrique Almeida Rodrigues

7. AfroAtitude: a fabricação de uma identidade racial? Simone Monteiro

Parte 5: Raça em Tudo?
1. A racialização do Brasil - Mário Maestri

2. Quando nem todos os cidadãos são pardos - Ricardo Cavalcanti-Schiel

3. Memória, vitimização e o futuro do Brasil - Bernardo Sorj

4. Política social de alto risco - Peter Fry e Yvonne Maggie

5. Constituição do racismo - Demétrio Magnoli

6. Um Brasil de cotas raciais? - Marcos Chor Maio e Ricardo Ventura Santos

7. O Estatuto da Igualdade Racial: uma questão de princípio - Mônica Grin

8. Somos todos irmãos - Ferreira Gullar

9. Movimento negro: combater ou capitular? - Roque Ferreira

10. Um estatuto para dividir e cotas para iludir - José Carlos Miranda

11. A reflexão que vale a pena ser feita: contra as cotas raciais - José Roberto Militão

12. Pode-se criar uma cisão racial - Uma entrevista com Peter Fry

Apêndices
1) Carta Pública ao Congresso Nacional: Todos têm direitos iguais na República Democrática (2006)

2) Racialização das políticas sociais: mais olhares críticos.